# Meg: Confruntare în adâncuri
Meg: Confruntare în adâncuri este un film de acțiune SF de groază american regizat de Jon Turteltaub. O producție Warner Bros. Pictures și Gravity Pictures, filmul a avut premiera pe 10 august 2018. Filmul are la bază cartea Meg: A Novel of Deep Terror, publicată în 1997 de Steve Alten. Pelicula îi are în rolurile principale pe Jason Statham, Li Bingbing, Rainn Wilson, Ruby Rose, Winston Chao și Cliff Curtis și urmărește o echipă de oameni de știință în înfruntarea cu un megalodon în timpul unei misiuni de salvare pe fundul Oceanului Pacific.

## Distribuție
- Jason Statham – Jonas Taylor
- Li Bingbing – Suyin Zhang
- Rainn Wilson – Jack Morris
- Ruby Rose – Jaxx Herd
- Winston Chao – dr. Minway Zhang
- Cliff Curtis – James „Mac” Mackreides
- Shuya Sophia Cai – Meiying
- Page Kennedy – DJ
- Robert Taylor – dr. Heller
- Ólafur Darri Ólafsson – The Wall
- Jessica McNamee – Lori
- Masi Oka – Toshi